# Médersa Asfouria
La médersa Asfouria (arabe : المدرسة العصفورية) est l'une des médersas de la médina de Tunis. Elle est construite sous le règne des Hafsides.

## Localisation

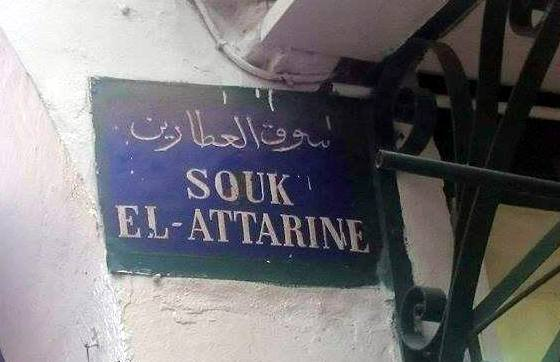
Plaque métallique indiquant le souk El Attarine.

Elle est située dans une impasse au niveau du souk El Attarine, entre la médersa El Khaldounia et la médersa Hamzia, formant ainsi un complexe éducatif avec ces dernières.
Elle n'est éloignée que de quelques mètres de la mosquée Zitouna.

## Histoire
Elle est construite sous le règne des Hafsides avec d'autres médersas, notamment les médersas Ech Chamaiya, El Tawfikia, El Mountaciriya et El Unqiya.
Elle tire son nom du savant Ibn Asfour El Ichbili (ar), originaire de Séville, qui y a enseigné.

## Enseignants
Parmi ses savants connus, outre Ibn Asfour El Ichbili, on peut citer le cheikh Salah El Cherif avant qu'il ne parte à Damas et le poète Mohammed Taher Battikh.

## Évolution
Elle est restaurée par l'Association de sauvegarde de la médina de Tunis en 2000. De nos jours, elle accueille les locaux de cinq associations dont l'Association tunisienne des études et recherches sur le patrimoine intellectuel tunisien.

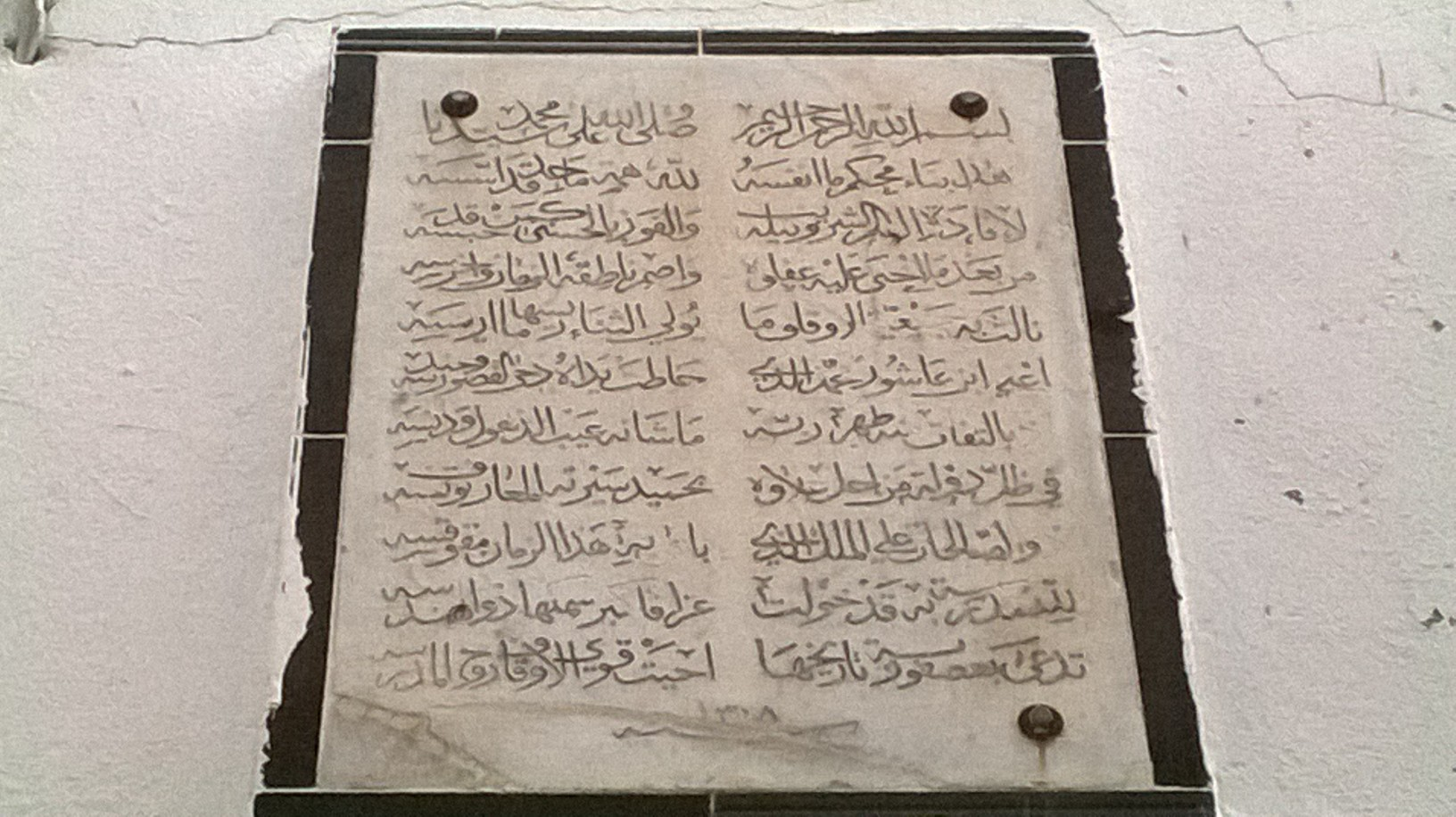
Inscription située à l'entrée de la médersa.
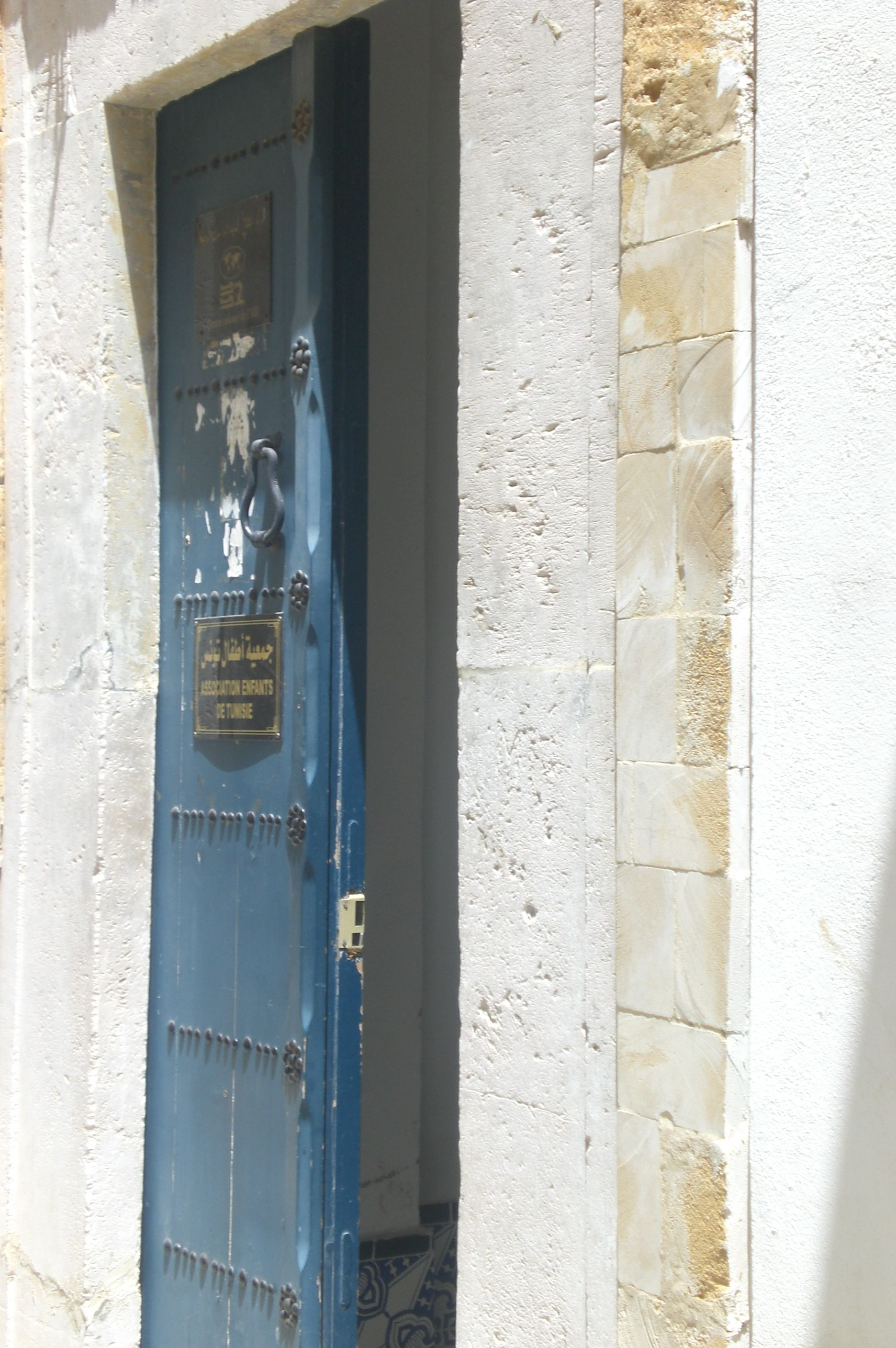
Porte de la médersa Asfouria.